# Polygala langebergensis
Polygala langebergensis är en jungfrulinsväxtart som beskrevs av Margaret Rutherford Bryan Levyns. Polygala langebergensis ingår i släktet jungfrulinssläktet, och familjen jungfrulinsväxter. Inga underarter finns listade i Catalogue of Life.